# Canarium patentinervium
Canarium patentinervium är en tvåhjärtbladig växtart som beskrevs av Friedrich Anton Wilhelm Miquel. Canarium patentinervium ingår i släktet Canarium och familjen Burseraceae. Inga underarter finns listade i Catalogue of Life.